# Pedicularis robusta
Pedicularis robusta är en snyltrotsväxtart som beskrevs av Joseph Dalton Hooker. Pedicularis robusta ingår i släktet spiror, och familjen snyltrotsväxter. Inga underarter finns listade i Catalogue of Life.